# HP 38G

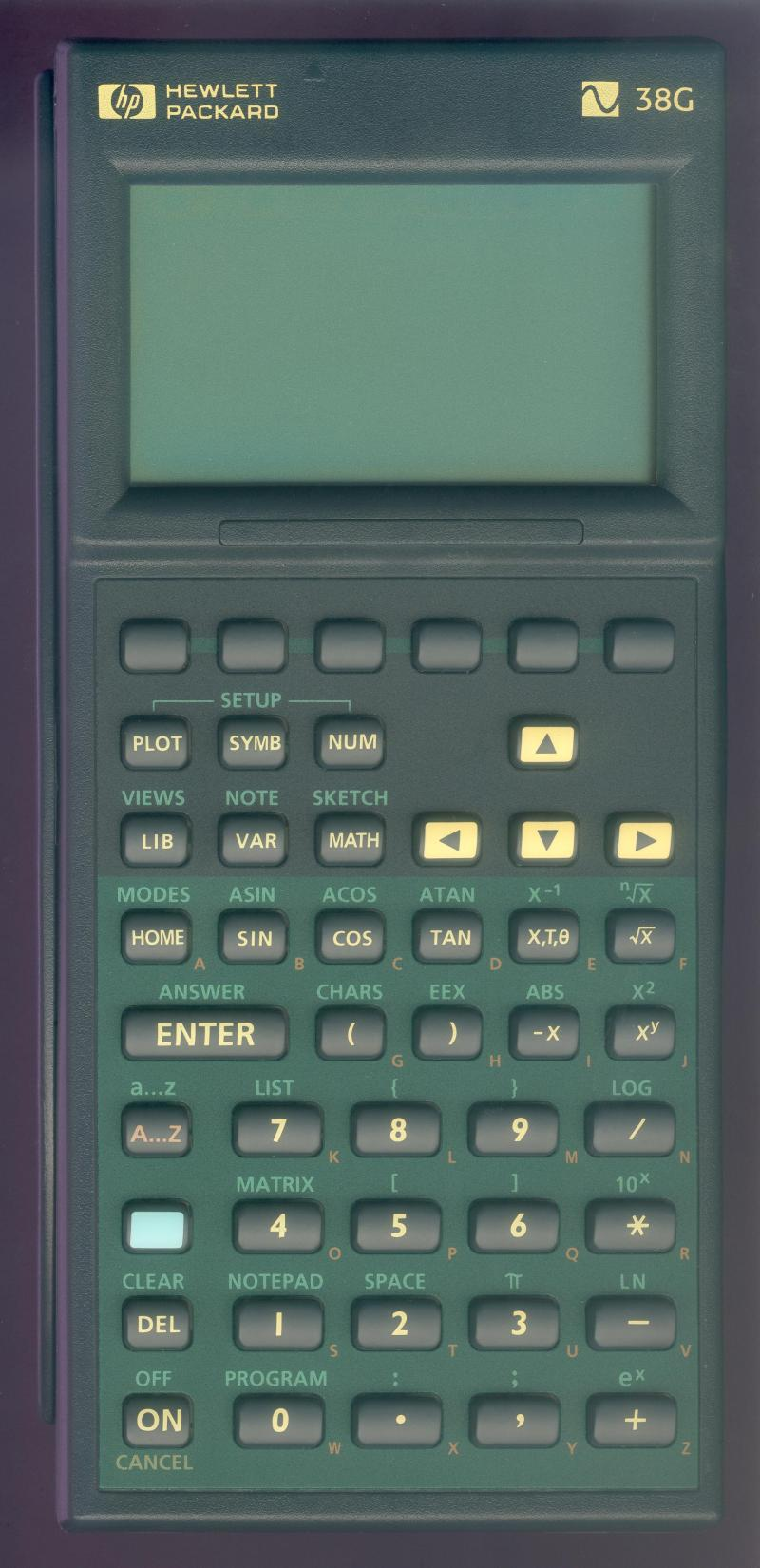
HP 38G

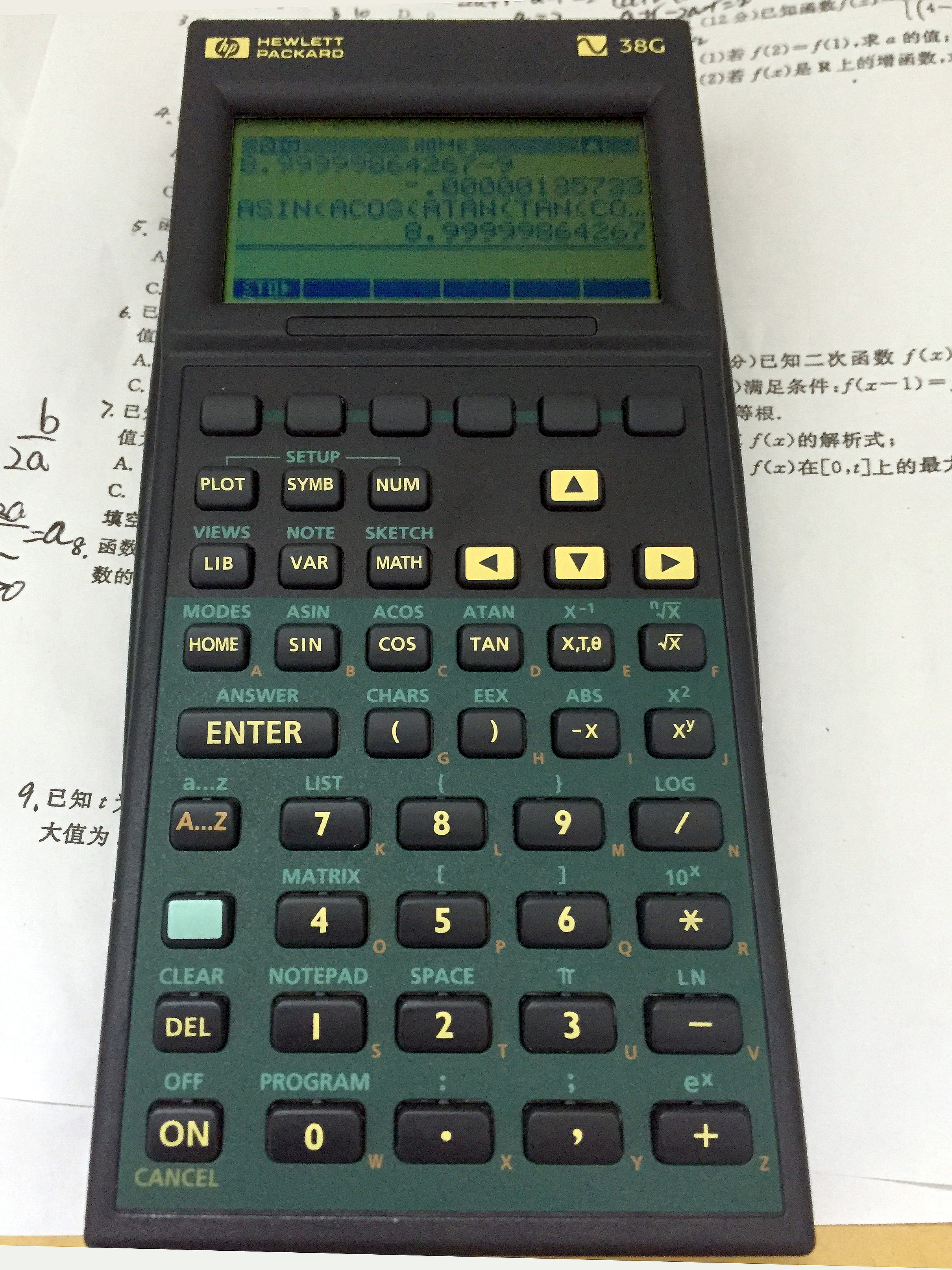
HP38Gの液晶画面の表示が確認できる

HP 38G (F1200A, F1892A)とはヒューレット・パッカード社（以下HP社）によって開発されたプログラミング可能なグラフ電卓である。
教育向けに開発され、HP社の電卓の特徴であるRPN（逆ポーランド記法）を搭載していない。

## 概要
1995年に希望小売価格$80(USD)で販売された。
HP社はこの電卓の設計を援助するために8つの高校の委員会、コミュニティ・カレッジ（アメリカ合衆国の公立2年制大学）、大学教授たちを参加させた。
この電卓のハードウェアは、より強力で科学技術計算向けのHP 48シリーズを元にしている。
HP 38GはHPの大半の電卓と違って、RPN（逆ポーランド記法、後置記法）ではなく中置記法（通常の数式記法）を使用する。
この電卓はプログラミング可能であり、アプレット(aplets)と呼ばれる小規模で対話的なアプリケーションをサポートしている。プログラミング言語はPascal風のen:HP BASICを使用する。

## 技術仕様
- CPU：Yorke (Saturnコア)[2] 周波数不明（HP 48Gのハードウェアを元にしているので、4 MHz？）
- RAM：32 KB[3] [4]
- ROM：512 KB[4]
- 画面解像度：131×64 画素（8 行 x 22 文字[3]）
- 通信：赤外線（独自方式）[3]、シリアル通信[3][4]（HP 48Gのハードウェアを元にしているので、RS-232の変形規格？）
- 電源：単4電池×3本[3]

## HP 38G後のHP社のRPNなしグラフ電卓
詳細は HP 39/40 シリーズ を参照すること。
1998年にHP 38の後継になる予定だったHP 38G+が開発中止になった。
その後、2000年にHP 38GはHP 39Gに置換えられた。HP 39Gのために非公式なCAS(数式処理システム)アプレットが配布された。
2000年にHP 39シリーズと並行して、主にヨーロッパ向けのHP 40Gが販売された。この機種はCASを内蔵している。
2003年にHP 39g+が発売されたが、HP 40Gと違ってCAS機能がない。さらにHP 39g+用のインストール可能なCASアプレットも存在しない。HP 39g+からARMアーキテクチャを採用するようになった。
2006年にHP 39gsとHP 40gsが発売された。
2011年8月にHP 39gIIが発売された。これがHP 38Gから始まったRPNを搭載しないHP社のグラフ電卓の最終版である。
以上のようにHP社はHP 38G/HP 39Gシリーズ/HP 40Gシリーズによって教育市場の開拓を狙ったが、成功しなかった。
調査会社NPDデータ社によると、2013年7月～2014年6月のアメリカ合衆国のグラフ電卓市場のシェア93%はテキサス・インスツルメンツ社であり、カシオは残りの7%となり、ヒューレット・パッカード社のシェアはないに等しい。